# ليوناردو لوبيز خيمينيز
ليوناردو لوبيز خيمينيز (بالإسبانية: Leonardo López Jiménez) هو لاعب كرة قدم إسباني في مركز الدفاع، ولد في 15 أكتوبر 1970 في طركونة في إسبانيا. لعب مع نادي بالاموس ‏.